# Nuestra Señora de la Soledad (Telde)
Nuestra Señora de la Soledad es una imagen que representa a la Virgen María en su Soledad tras la muerte del su Hijo, la imagen mariana se venera en la capilla de su mismo nombre en la basílica de san Juan Bautista en el municipio de Telde (Gran Canaria, España).

## Autoría y lugares donde ha recibido culto
Su autor, es el máximo exponente de la escultura barroca en Canarias, José Luján Pérez, es una imagen de candelero, es decir, de vestir; tiene sólo tallada la cara y las manos y data del año 1787. La imagen es una derivación de Nuestra Señora de la Soledad de la Portería Coronada de Las Palmas de Gran Canaria.
Luján realiza esta imagen en 1787 fecha en la que se la venera en la iglesia conventual de san Francisco de Asís y en la década de 1960 es trasladada a la basílica de san Juan Bautista en donde recibe culto actualmente.

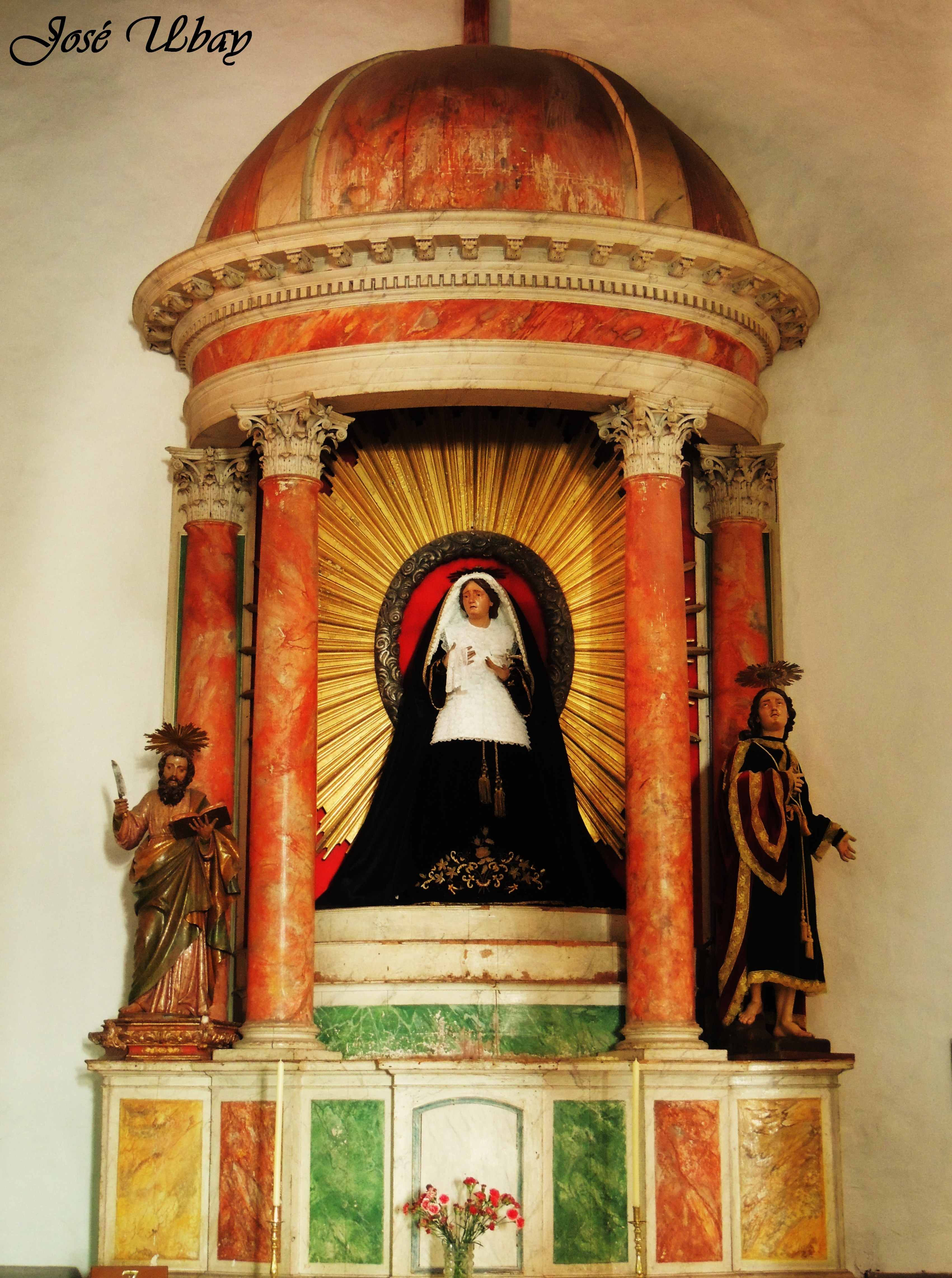
Lugar actual de culto de la imagen de la Virgen en la basílica teldense.

## Salidas procesionales
Antiguamente salía en procesión desde el convento franciscano de Telde el Viernes de Dolores haciendo estación en la basílica teldense con su cofradía. Es en la década de 1960 cuando pasa a ser propiedad de la basílica de san Juan de Telde cuando comienza a salir el Viernes Santo en la procesión magna. Y al finalizar ésta, en la procesión del Retiro junto a san Juan Evangelista, obra también de José Luján Pérez.
Es tradición en su salida procesional cantarle a la Virgen de la Soledad, tradición que se recuperó en 1994, después de más de 60 años de haberse perdido la costumbre. En épocas pasadas salió varias veces con el Santísimo Cristo de Telde una de ellas cuando el templo teldense fue elevado a basílica menor por el Papa Pablo VI en el año 1973.
Cabe destacar que la imagen de la Virgen, sale bajo palio de terciopelo negro con un corazón traspasado y el manto de la Virgen fue bordado por las monjas de Monasterio del Cister de la Villa Mariana de Teror.